# Indoribates corpusrarosae
Indoribates corpusrarosae är en kvalsterart som först beskrevs av Sandór Mahunka 1987.  Indoribates corpusrarosae ingår i släktet Indoribates och familjen Haplozetidae. Inga underarter finns listade i Catalogue of Life.